# ФК Борац Зрењанин
ФК Борац Зрењанин је фудбалски клуб из Зрењанина. Тренутно се такмичи у Подручној фудбалској лиги Зрењанин, петом такмичарском нивоу српског фудбала. Игра на стадиону „ФК Борац“, који може да прими око 2.000 гледалаца.

## Историја
Клуб је основан 1921. године у Зрењанину. На стадион на којем и данас игра као домаћин, ФК Борац је почео да игра 1955. године. Сезону 2009/10. ФК Борац је завршио на 3. месту, 2010/11. завршио као 7, а сезоне 2011/12. као 8. У текућој сезони 2012/13. клуб се налази на последњем месту са освојених 8 бодова из 15 утакмица.